# Тенінген
Тенінген (нім. Teningen) — громада в Німеччині, знаходиться в землі Баден-Вюртемберг. Підпорядковується адміністративному округу Фрайбург. Входить до складу району Еммендінген.
Площа — 40,27 км2. Населення становить 12 093 ос. (станом на 31 грудня 2020).